# Partido da Comunidade Comunista Angolana
O Partido da Comunidade Comunista Angolana (PCCA ) é um partido político em Angola. Baptista André José Simão é o presidente do partido.[carece de fontes?] O partido foi registrado na Suprema Corte em 1994.